# انتونیو اویدو
انتونیو اویدو (انگلیسی: Antonio Oviedo؛ زادهٔ ۲۲ اکتبر ۱۹۳۸ – ۱۷ مهٔ ۲۰۲۲) بازیکن فوتبال اهل اسپانیا بود.
از باشگاه‌هایی که در آن بازی کرده‌است می‌توان به باشگاه ورزشی رئال مایورکا، باشگاه فوتبال رایو وایکانو، باشگاه فوتبال اتلتیکو مادرید، باشگاه فوتبال رئال مادرید، باشگاه فوتبال لوانته، باشگاه فوتبال کوردوبا، باشگاه فوتبال الچه، باشگاه فوتبال گرانادا، و باشگاه فوتبال سویا اشاره کرد.